# 图强站
图强站是位于黑龙江省漠河县图强镇的一个铁路车站，有富西铁路经过该站，车站及其上下行区间均未电气化，距离富裕站816公里。车站隶属中国铁路哈尔滨局集团加格达奇车务段，曾是四等站，2024年7月1日降级为旅客乘降所。车站上行区间为图强隧道，为中国铁路系统内最北端的隧道。
车站建于1971年，原名老潮河站，1974年开站通车:94。1987年5月7日晚，大兴安岭山火逼近车站，车站职工利用劲涛工务段轨道车组织车站及林区职工居民700多人转移。火灾后仅站房幸存，住宅、货物处、工务、电务房舍和线路全部烧毁。线路经抢修后于5月15日修复通车，新站房则于1988年建成，面积500平方米。